# Gamblers de Green Bay
Les Gamblers de Green Bay sont une franchise amatrice de hockey sur glace situé à Green Bay dans l'État du Wisconsin aux États-Unis. Elle est dans la division est de USHL.

## Historique
L'équipe a été créé en 1994.
Ils sont champions de l'USHL en 2000 et 2010, champions de la saison régulière en 1996, 1997, 2009 et 2010.